# Música de la dècada del 1970 als Estats Units
Principals fets en la música de la dècada del 1970 als Estats Units.

## Any1970
- El grup Chicago, la fusió musical de jazz i rock més reeixida de tots els temps, triomfem amb el seu àlbum Chicago II. El grup triomfarà durant tota la dècada, venent més de 30 milions de discos.
- Els Rolling Stones creen el seu propi segell Rolling Stones Records.
- Els Beatles graven el seu darrer disc.
- Debuta als EUA el xou de ràdio American Top 40, que emet un " compte enrere " dels senzills - singles - més populars del país. 
 La fórmula del 40 al 1 es basa en el rànquing de la revista Billboard.(1970)
- Àlbums destacats
  - Abraxas - Santana
  - Bridge Over Troubled Water - Simon and Garfunkel
  - Led Zeppelin II - Led Zeppelin
  - Let It Be - The Beatles
  - Woodstock - BSO

## Any1971
- Els Beatles confirmen oficialment el rumor de què se separen definitivament. El trencament és atribuït a diferències musicals i personals.
- El dia 1 d'agost, George Harrison fa d'amfitrió a una gala benèfica de rock'n'roll celebrada al Madison Square Garden de Nova York. L'anomenat Concert per Bangladesh compta entre altres amb Ringo Starr, Bob Dylan i Eric Clapton. S'aconseguiren més de 4.5 milions de dòlars per l'empobrit país asiàtic
- EL Philly sound posa a Filadèlfia en el mapa musical com a gran rival de la Motown de Detroit.
- Rod Stewart triomfa mab Maggie May*
- El Rolling Stones són nº1 amb Brown Sugar
- Simon & Garfunkel anuncien que se separen per iniciar carreres en solitari.
- El rock'n'roll comença a fragmentar-se en diferents estils: "rock llatí" "jazz rock" i "soul rock" per citar-ne alguns.
- Nous grups / solistes que comencen a sonar
  - The Eagles
  - Supertramp
  - Kansas
  - Queen
  - Wings
- American Top 40 (1971)
- Àlbums destacats
  - All Things Must Pass - George Harrison
  - American Pie - Don McLean
  - Jesus Christ Superstar - BSO
  - Pearl - Janis Joplin
  - Sticky Fingers - The Rolling Stones
  - Sweet Baby James - James Taylor
  - Tapestry - Carole King
  - Led Zeppelin IV - Led Zeppelin

## Any1972
- Led Zeppelin aconsegueixen tres grans èxits: Black Dog, Rock And Roll i la llegendària Stairway to Heaven, de l'àlbum Runes.
- Carly Simon, que el 1972 va guanyar un Grammy com a millor artista revelació de l'any, triomfa amb You're So Vain.
- Un jove cantant de 22 anys de New Jersey anomenat Bruce Springsteen fitxa per Columbia Records.
- American Top 40 (1972)
- Deep Purple presenta "Smoke On The Water", una de les cançons més conegudes.
- Àlbums destacats
  - Machine Head - Deep Purple
  - The Concert for Bangladesh - George Harrison & Friends
  - Exile on Main St. - The Rolling Stones
  - Harvest - Neil Young
  - Honky Chateau - Elton John
  - Music - Carole King
  - Teaser and the Firecat - Cat Stevens

## Any1973
- El Aloha Satellite Show, concert benèfic d'un Elvis Presley amb 38 anys, va ser emès en directe via satel·lit arreu el món des de Honolulu, Hawaii. Fou el xou més car de la història, amb un cost de 2.5 milions, i va aconseguir xifres d'audiència televisives avui impensables.
- The Allman Brothers Band és a la cresta de l'onada
- Els Pink Floyd llancen el seu nou àlbum Dark Side of the Moon, que restarà a la llista Billboard d'àlbums durant 741 setmanes (15 anys i mig).
- El govern dels EUA exigeix que tots els aparells de ràdio instal·lats de sèrie als nous cotxes fabricats als EUA siguin capaços de rebre les bandes AM i FM.
- American Top 40 (1973)
- Àlbums destacats
  - Aloha From Hawaii Via Satellite - Elvis Presley
  - Don't Shoot Me I'm Only The Piano Player - Elton John
  - Talking Book - Stevie Wonder
  - There Goes Rhymin' Simon - Paul Simon

## Any1974
- El single nº1 de la història del Rock'n'roll (We're Gonna) Rock Around The Clock de Bill Haley & His Comets, és remasteritzat i esdevé de nou un gran èxit.
- Els Ramones comencen a tocar a clubs populars de Nova York. El seu rock'n'roll marca tendències als futurs rockers punk i new wave dels 70 i 80.
- La versió del tema de Bob Marley I shot the Sheriff, interpretada per Eric Clapton, i que arribà al núm. 1, comença a atraure les audiències cap a la música reggae jamaicana.
- Els mateixos membres de Jefferson Airplane rebategen el grup amb el nom de Jefferson Starship.
- Mick Taylor deixa els Rolling Stones i és substituït per Ron Wood.
- American Top 40 (1974)
- Àlbums destacats
  - American Graffiti - B.S.O.
  - Captain Fantastic And The Brown Dirt Cowboy - Elton John
  - Band On The Run - Paul McCartney and Wings
  - 461 Ocean Boulevard - Eric Clapton
  - Walls And Bridges - John Lennon

## Any1975
- Columbia Records és al darrere d'una campanya publicitària al voltant d'un autor anomenat Bruce Springsteen que - com a resultant força inusual - conclou en dues portades (en la mateixa setmana!!) a les revistes Time i Newsweek sobre el que "bategen" com a "el nou Dylan".
- 4 nous àlbums eleven encara més la popularitat i el respecte envers els seus respectius autors: Blood On The Tracks (Bob Dylan), Chicago VIII (Chicago), Rock'N'Roll (John Lennon), i Physical Graffiti (Led Zeppelin).
- Stevie Nicks i Lindsey Buckingham s'uneixen als existents membres de Fleetwood Mac, Mick Fleetwood i John i Christine McVie, per tal de gravar el seu nou àlbum titulat Fleetwood Mac. Esdevindrà el gran èxit " més lent " de la història de la música Rock, trigant 58 setmanes a arribar al nº1 de les llistes.
- Els Bee Gees, al seu àlbum Main Course, ens serveixen un aperitiu de música disco "avançant-nos" el que passarà dos anys més tard amb Saturday Night Fever.
- American Top 40 (1975)
- Altres àlbums destacats
  - Captain Fantastic And The Brown Dirt Cowboy - Elton John
  - One Of These Nights - Eagles
  - That's The Way Of The World - Earth, Wind & Fire
  - Venus And Mars - Wings
  - Windsong - John Denver
  - Wish You Were Here - Pink Floyd

## Any1976
- El britànic Peter Frampton triomfa amb l'àlbum Frampton Comes Alive, que va vendre tretze milions de còpies als EUA, i va ser número 1 en vendes durant 17 setmanes.
- El marquetinià grup de rock dur Kiss debuta a la televisió als EUA. Es van caracteritzar més per la seva imatge extravagant i posada en escena, que no pas per la seva mediocre música. Malgrat aquest darrer fet, van arribar a ser, segons les enquestes de Gallup, els grup més popular entre els adolescents dels EUA.
- La Recording Industry Association of America (RIAA) crea un nou disc de platí pels singles que venen més de 2 milions de còpies i els àlbums que venen més d'1 milió d'unitats.
- El musical A Chorus Line debuta a Broadway. Esdevindrà el musical que ha restat més temps en cartell.
- Bruce Springsteen, és enxampat quan mira de colar-se a Graceland amb la intenció de veure al seu ídol: Elvis Presley. Els guardes de seguretat el van fer fora per què no sabien qui era.
- American Top 40 (1976)
- Àlbums destacats
  - Breezin' - George Benson *
  - Chicago IX - Chicago's Greatest Hits - Chicago
  - Desire - Bob Dylan
  - Fleetwood Mac - Fleetwood Mac
  - Greatest Hits 1971-1975 - Eagles
  - History - America's Greatest Hits - America[cal citació]
  - A Night At The Opera - Queen A Night On The Town - Rod Stewart
  - Presence - Led Zeppelin

## Any1977
- Any triomfal de Fleetwood Mac, grup format el 1967 pel baixista John McVie i el percussionista Mick Fleetwood.
- El 16 d'agost mor Elvis Presley per una sobredosi de tranquil·litzants i alcohol. Elvis va tenir més números 1, més senzills i més àlbums al Top 10 que cap altre intèrpret de la història musical. Per la majoria va ser, i sempre serà, el Rei del Rock 'n' Roll.
- The British-based Clash starts to create an awareness in America of their politicized punk rock sound.
- La música de la pel·lícula Febre del dissabte nit (Saturday Night Fever) fa ballar a mig país a les discoteques dels EUA.
- American Top 40 (1977)
- Àlbums destacats
  - Barry Manilow/Live - Barry Manilow
  - Book Of Dreams - The Steve Miller Band
  - Hotel California - Eagles
  - Live At The London Paladium - Marvin Gaye
  - A New World Record - Electric Light Orchestra
  - Night Moves - Bob Seger
  - Rumours - Fleetwood Mac

## Any1978
- Travoltamania arreu del planeta.
- Els Sex Pistols fan el seu primer tour musical per Amèrica.
- El grup de la New Wave, Talking Heads, aconsegueixen el seu primer èxit amb l'àlbum More Songs About Buildings and Food.
- American Top 40 (1978)
- Àlbums destacats
  - Grease - B.S.O.
  - 52nd Street - Billy Joel
  - Live and More - Donna Summer
  - Point of Know Return - Kansas
  - Simple Dreams - Linda Ronstadt
  - Saturday Night Fever - B.S.O.
  - Slowhand - Eric Clapton
  - Some Girls - The Rolling Stones

## Any1979
- Una dècada després de fundar-se a Londres com a banda de heavy metal, el grup Supertramp l'encerta de ple establint-se als EUA i editant el seu sisè àlbum: Breakfast In America. Els teclats, cada cop més presents al món de la música, hi tenen un paper crucial en aquest èxit.
- A un xou musical en favor de l'UNICEF, on participen els Bee Gees, Rod Stewart, Donna Summer, John Denver, Olivia Newton-John, i ABBA és televisat i gravat a l'assemblea general de les Nacions Unides.
- Evita, un musical basat en la vida de la primera esposa del dictador argentí Juan Perón, s'estrena a Broadway
- American Top 40 (1979)
- Àlbums destacats
  - Bad Girls - Donna Summer
  - Blondes Have More Fun - Rod Stewart
  - A Briefcase Full Of Blues - The Blues Brothers
  - Dire Straits - Dire Straits
  - In Through The Out Door - Led Zeppelin
  - The Long Run - Eagles
  - Parallel Lines - Blondie
  - Spirits Having Flown - Bee Gees